# Thayetmyo
Thayetmyo (birmà သရက်မြို့) és una ciutat i municipalitat de Birmània, capital del districte de Thayet o Thayetmyo i del township de Thayetmyo, a la divisió de Magwe, situada a la riba dreta de l'Irauadi a 19° 19′ N, 95° 11′ E / 19.317°N,95.183°E oposada a Allanmyo a l'altre costat del riu. Just a uns 17 km al nord hi havia el límit entre l'Alta i la Baixa Birmània. El seu nom voldria dir "Ciutat del Mango" (thayet = mango) o bé "Ciutat de la matança" (tha-yet-myo on tha-yet = matança, i myo = ciutat) perquè un antic rei hauria fet matar als seus fills en aquesta població per evitar la seva rebel·lió quan fossin grans. La població el 1979 era de 87.600 habitants i el 2008 de 98.185 habitants.
La ciutat hauria estat fundada ver 1306 per un fill del darrer rei de Pagan Sawhnit o Sawmunnit. Una de les pagodes locals (Shwemoktaw) és considerada erigida per Asoka tot i que probablement no és cert i tampoc té cap relíquia ni antiguitat. El 1853 quan va passar als britànics només tenia 200 o 300 cases (menys de 2000 habitants) però va esdevenir estació militar (1854) i va créixer ràpidament. El 1870 fou declarada capital de districte. Als darrers anys del segle xix va tenir una lleu baixada passant de 17.101 el 1891 a 15.824 el 1901, segurament degut a la reducció de la guarnició. La municipalitat es va formar el 1887.